# 陈国瑞
陈国瑞（？—1882年），字庆云，湖北应城人。
早年曾参加太平军，不久叛去，投靠九江镇总黄开榜。冒姓黄氏。曾随清军攻陷怀远，始有名氣。十年七月，又随袁甲三进攻定远。咸丰十一年张乐行為僧格林沁所滅，北捻勢衰，此時清廷决定铲除苗沛霖集團，下令僧格林沁剿苗練，令部将詹启纶、克蒙额會同陈国瑞等进攻苗练。同治元年復陳姓。同治三年陈国瑞以功授浙江处州镇总兵，驻扎正阳关。同治四年四月，僧格林沁败死于山东曹州，陈国瑞亦受重伤。捻军围攻嘉祥，陈国瑞率部增援，解嘉祥之围。淮军刘铭传部占领济宁，陈国瑞欲夺淮军之洋枪，自率亲兵500人突袭，刘铭传反击，陈部500人被全歼。
后来因遭到部下打死人的案件所牵连，而被定罪并关押在黑龙江。光绪八年，病死于黑龙江戍所，一說被杀身死。

## 延伸阅读
[在维基数据编辑]
 《清史稿·卷428》，出自趙爾巽《清史稿》